# Tangalla
Tangalla (engelska: Tangalle) är en ort i Sri Lanka.   Den ligger i provinsen Southern Province, i den södra delen av landet, 140 km sydost om huvudstaden Colombo. Tangalla ligger 29 meter över havet och antalet invånare är 10 497.
Terrängen runt Tangalla är platt. Havet är nära Tangalla åt sydost.  Det finns inga andra samhällen i närheten. 